# Отрицание изменения климата

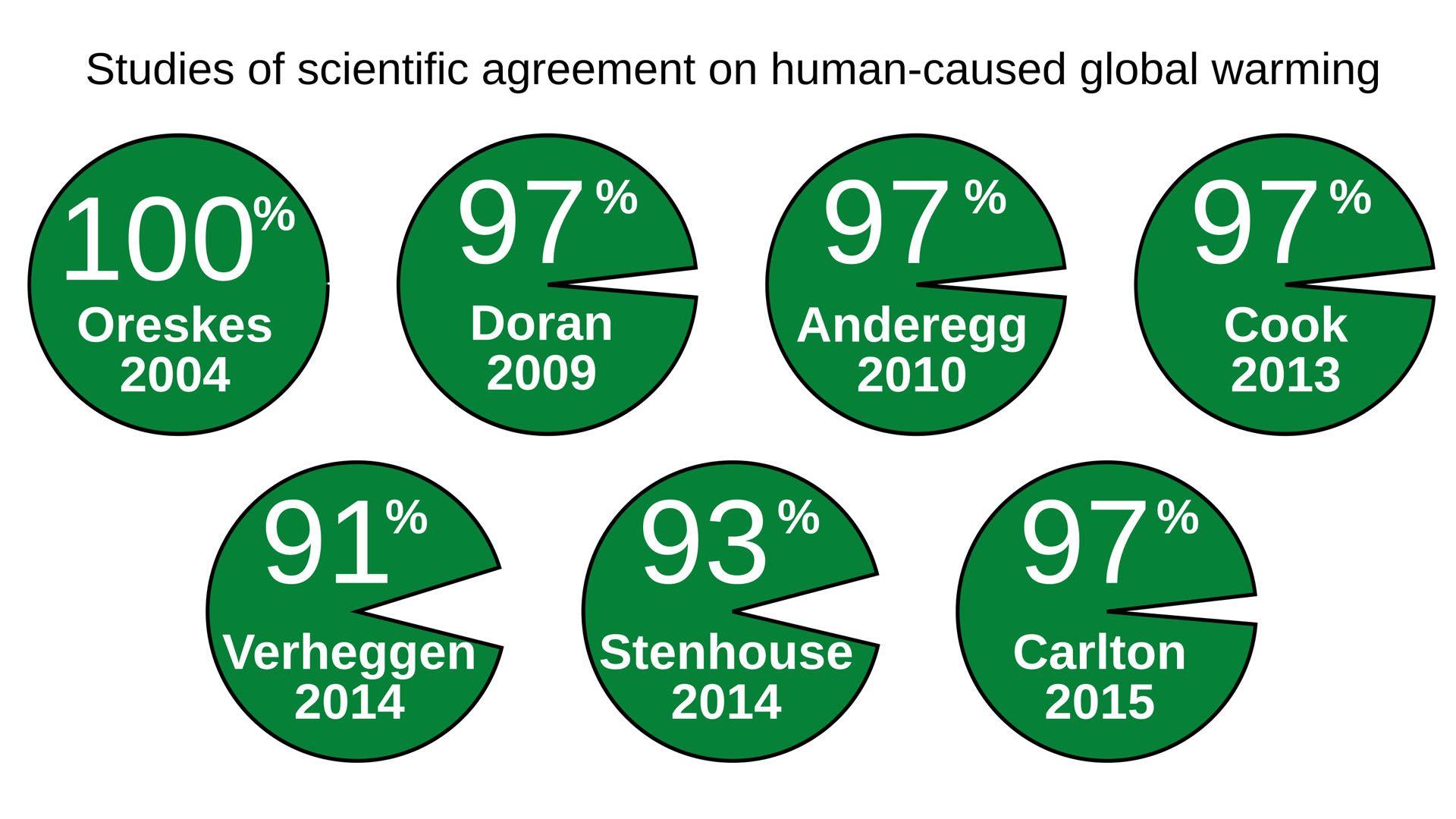
Результаты 7 исследований, оценивавших научный консенсус о порождённом людьми изменении климата, за 2004—2015 годы

Отрицание изменения климата — совокупность организованных попыток принизить значение, отвергнуть или объявить несуществующим политический и научный консенсус о масштабах глобального потепления, его опасности или его связи с человеческой деятельностью исходя из коммерческих или идеологических мотивов. Как правило, такие попытки принимают риторическую форму научного спора без реального следования правилам, соблюдаемым в таких спорах. Отрицание изменения климата связывают с лоббистами топливной отрасли, защитниками большого бизнеса и консервативными исследовательскими центрами (в основном в США). Оно считается одной из форм отрицания науки. Отрицание изменения климата не следует смешивать с научным скептицизмом, который необходим для развития науки. После двадцати лет нахождения этой темы в центре внимания нет серьёзных попыток научного опровержения существующих теоретических представлений и вытекающих из них основных следствий. Отношения между финансируемым корпорациями отрицанием изменения климата сравнивают с более ранними попытками табачной промышленности подорвать доверие к научным данным о вреде пассивного курения. Некоторые заявления политических лидеров также расцениваются как отрицание изменения климата.
Несмотря на научный консенсус, политические дебаты в сочетании с обсуждением темы в популярных СМИ замедлили глобальные усилия по предотвращению опасного потепления. Дебаты большей частью сосредоточены на экономических аспектах проблемы.
Термин «отрицание изменения климата» критикуется как попытку бросить тень на «скептические» взгляды и изобразить их как морально недобросовестные. При этом имеются многочисленные свидетельства, что, начиная с 1990-х годов, различные консервативные исследовательские центры, корпорации и бизнес группы действительно участвуют в умышленном отрицании науки о климатических изменениях, а ряд авторов и организаций, включая Национальный центр научного образования (США) относят отрицание изменения климата к псевдонауке.
Известно, что в 2002—2010 годах консервативно настроенные миллиардеры пожертвовали около 120 миллионов долларов более чем ста организациям на попытки подорвать доверие к науке о климате.

## История
Начало кампании против науки об изменении климата связано с негласным созданием табачной индустрией в 1990-х годах подставной организации Коалиция за честную науку (англ. The Advancement of Sound Science Coalition, TASSC), её целью было «связать озабоченность по поводу пассивного курения с другими популярными страхами, включая глобальное потепление». TASSC стремилась предстать перед общественностью как спонтанно возникшее общественное движение. Пиар-стратегия состояла в том, чтобы бросить тень сомнения на науку, характеризуя её как «фальшивую», и, таким образом, настроить общество против любого государственного вмешательства, основанного на научных данных.
В ставшем скандально известным документе одной из табачных компаний было сказано: «Нашим продуктом является сомнение, оно является наилучшим орудием, чтобы противостоять усвоенным публикой фактам. Оно также поможет затеять спор». Некоторое время спустя TASSC начала получать дотации от ExxonMobil и других нефтяных компаний, а их посвященный «фальшивой науке» сайт стал наполняться материалами против науки о климате.
Наоми Орескес, одна из авторов книги Продавцы сомнения: Как горстка учёных затуманивает правду — начиная с курения и заканчивая изменением климата описывает, как небольшая группа отставных физиков-ядерщиков, ставших влиятельными и знаменитыми благодаря их работе над атомным оружием, отстаивает позицию «сомнения» в целом ряде вопросов, являющихся предметом публичных дебатов в США. Согласно Орескес, они делают это «не за деньги, а в защиту идеологии государственного невмешательства и отказа от регулирования». В 1984 году был основан консервативный аналитический центр Институт Джорджа Маршалла, его первоначальной целью была защита Стратегической оборонной инициативы Рональда Рейгана от тех учёных, которые её бойкотировали. В то же время один из основателей этой организации бывший глава академии наук США Фредерик Зейтц стал платным консультантом табачной компании R.J. Reynolds Tobacco. В этом качестве он выступал как защитник продукции компании, утверждая что в вопросе о вреде курения «с наукой не все ясно», и поэтому правительству США не следует вводить меры против курения. Зейтц также стал автором известной Орегонской петиции, направленной против Киотского протокола. В сопровождавшем петицию «Обзоре доказательств глобального потепления» прямо отрицается научный консенсус о связи глобального потепления с эмиссией парниковых газов и, более того, утверждается «полезность» индустриальной революции для окружающей среды. Академия наук США вынуждена была сделать специальное заявление о своей непричастности к этому документу, который был выпущен в оформлении, копирующем издания трудов академии.
Институт Джорджа Маршалла и после окончания холодной войны продолжал использоваться для кампаний против различных экологических вопросов, начиная с кислотных дождей, озоновых дыр, пассивного курения, и заканчивая изменением климата. Во всех случаях довод был один и тот же: научные данные слишком неопределенны и поэтому правительству не следует вмешиваться в функционирование рынка. По мнению Орескес, лишь относительно недавно историки смогли «соединить точки на рисунке», а в момент самих событий учёные, столкнувшиеся с противодействием их предупреждениям относительно вреда ДДТ или опасности для озонового слоя, не знали, что в то же время те же структуры используют те же самые аргументы и против других учёных в дискуссиях о вреде курения, пассивном курении, или об изменении климата.

## Лоббирование

### Республиканская партия США и Дональд Трамп

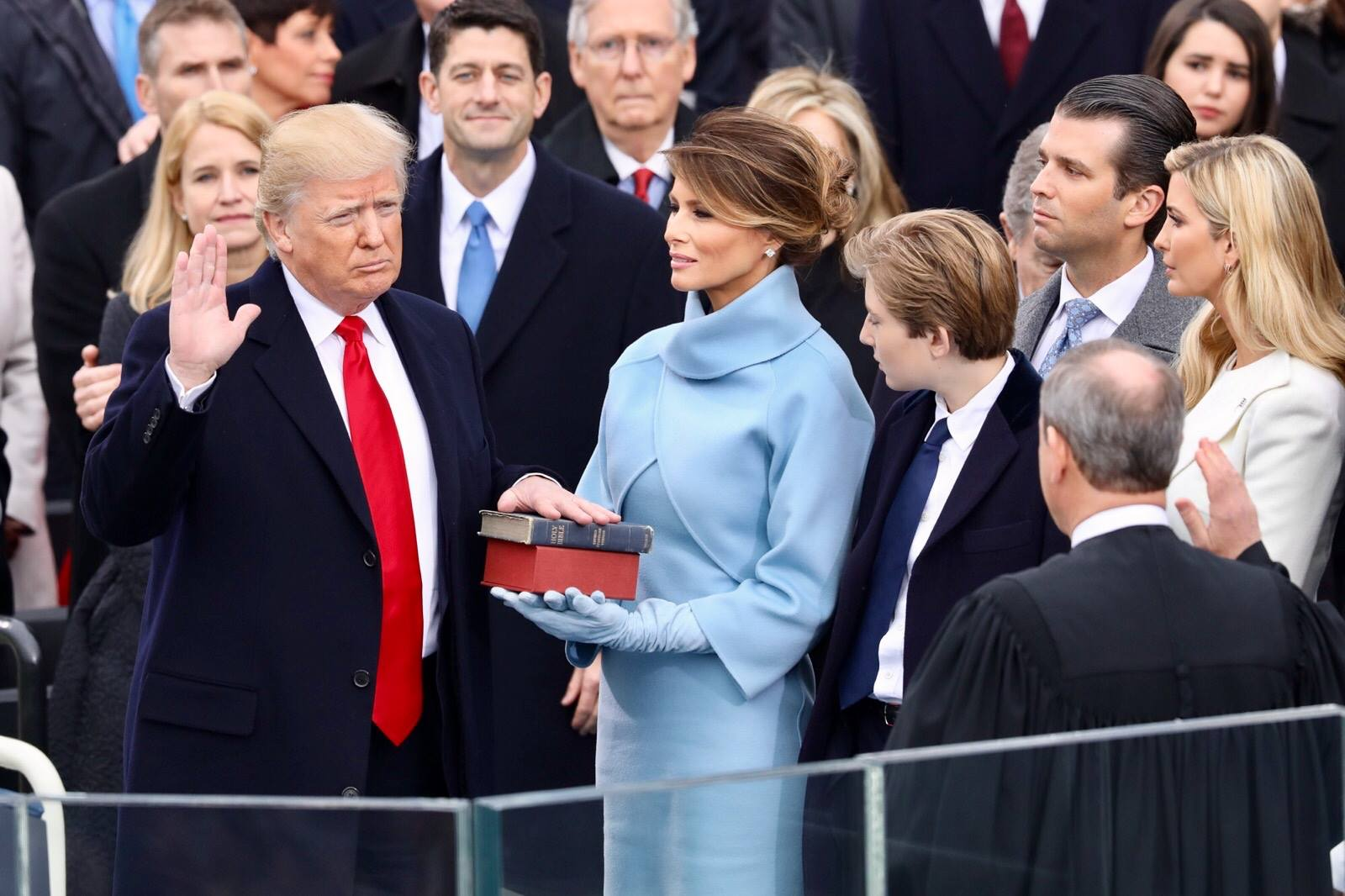
Дональд Трамп принимает присягу. 20 января 2017 года

Республиканская партия США является в настоящее время единственной в мире влиятельной политической партией, открыто отрицающей необходимость усилий по смягчению изменения климата; «исследовательские центры», аффилированные с этой партией, осуществляют значительную часть публикаций, отрицающих изменение климата.
Избрание президентом США Дональда Трампа, объявившего, что глобальное потепление «выдумали китайцы», стало важной победой сторонников отрицания изменения климата.
Назначенные Трампом на важные посты в Агентстве по охране окружающей среды лица длительное время участвуют в кампании против науки о климате, а также в попытках судебных преследований учёных-климатологов. Обнародованные в ходе процедур банкротства нескольких американских угольных компаний документы свидетельствуют, что угольные компании негласно оплачивали активность некоторых из них.
Переходная администрация в министерстве энергетики США опубликовала опросный лист, в котором от сотрудников министерства требовали информации об их участии в климатических конференциях. Негативная реакция общественности и СМИ, высказавших опасения, что готовится «охота на ведьм», вынудили команду Трампа отступить, заявив, что этот лист «не был официально одобрен».
Новая администрация объявила, что проводимые НАСА исследования Земли из космоса являются «политизированными», и их финансирование будет резко сокращено. Это вызвало критику в научной среде, политические оппоненты Трампа также реагировали негативно. Губернатор Калифорнии Джерри Браун в ответ заявил, что «если Трамп отключит спутники, Калифорния, чёрт возьми, запустит свой».
Высказываются опасения, что после вступления в должность нового президента могут быть уничтожены важные в климатическом отношении базы данных.

### Частный сектор
После выхода в свет Доклада МГЭИК в феврале 2007 года Американский институт предпринимательства предлагал учёным из США, Великобритании и других стран 10 000 долларов США плюс транспортные издержки за статьи с критикой этого доклада. Институт финансируется компанией Exxon, около 20 его сотрудников работали советниками в администрации Джорджа У. Буша.
Лондонское королевское общество выяснило, что компания ExxonMobil потратила 2,9 млн долларов США на финансирование групп, «дезинформирующих публику об изменении климата», 39 таких групп «ложно интерпретировали научные данные об изменении климата путём прямого отрицания доказательств». В 2006 году Королевское общество официально потребовало от ExxonMobil прекратить финансировать отрицание изменения климата. Компания отвечала, что не видит ничего предосудительного в этой своей деятельности.
В 1989 году группа нефтяных, угольных и автомобильных компаний, в основном из США, основала Глобальную климатическую коалицию. Они использовали агрессивное лоббирование и пиар-стратегии для противодействия Киотскому протоколу и ограничению эмиссии парниковых газов. Как писала Нью Йорк Таймс «в то время, как коалиция пытается склонить [к скептицизму] общественное мнение, её собственные научные и технические эксперты признаются, что науку, подтверждающую роль парниковых газов в глобальном потеплении, невозможно опровергнуть». Коалиция стала мишенью критики, по отношению к её членам раздавались призывы к бойкоту. Форд Моторс первой вышла из коалиции, за ней последовал ряд других компаний. В 2002 году деятельность коалиции была прекращена.
В начале 2013 года Гардиан писала о двух коммерческих структурах, DonorsTrust и Donors Capital Fund, зарегистрированных по одному адресу в пригороде Вашингтона. Они перечислили 102 исследовательским центрам и активистским группам 118 млн долларов за период 2002—2010 г. Донорами этих структур были консервативно настроенные представители правого крыла в американской политике, объединившиеся вокруг общей цели — не допустить мер против эмиссии парниковых газов. Избранная ими форма финансирования была призвана обеспечить анонимность доноров. Как писала Гардиан, получателями денег были «исследовательские центры, работавшие в интересах Республиканской партии, малоизвестные политические форумы в штатах Аляска и Теннеси, авторы научных публикации из Гарварда и других университетов, деньги даже тратились на скупку DVD с фильмом Альберта Гора». Финансировался консервативный отпор инициативам президента Обамы в области охраны окружающей среды, усилия были направлены на то, чтобы исключить возможность законодательных мер против изменения климата. Деньги перечислялись обширной сети групп активистов и исследовательским центрам, работавшим над тем, чтобы представить нейтральный научный факт как «разделяющий общество вопрос» в интересах правых политиков. По мнению социолога Роберта Брюлле, изучавшего другие созданные крайне правыми сети доноров, «Donors Trust — это не более чем вершина айсберга».
Позже в том же 2013 году Гардиан сообщала о деятельности организации State Policy Network (SPN), объединяющей 64 американских исследовательских центра. Она занималась скрытым лоббированием интересов крупных корпораций. В частности, их целью было противодействие мерам против изменения климата. В числе доноров в 2010 году были весьма известные компании AT&T, Майкрософт, Фейсбук, Wallmart и др.

### Государственные организации
В 2005 году Нью Йорк Таймс писала о деятельности Филиппа Куни, бывшего лоббиста и «лидера климатической команды» в Американском институте нефти, который стал главой аппарата Совета по качеству окружающей среды при президенте Джордже Вильяме Буше. Как следовало из ставших известными внутренних документов, он «регулярно редактировал правительственные доклады по проблеме климата таким образом, чтобы преуменьшить связь между эмиссией и глобальным потеплением». Как писал Ньюсуик, Куни «отредактировал доклад о состоянии науки о климате 2002 года, добавив в него фразы „недостаточное понимание“ и „существенная неопределенность“». Куни также удалил целый раздел о климате в одном из докладов, после чего получил от одного из лоббистов факс, гласящий «Вы сделали большое дело». Вскоре после того, как история его манипуляций с научными докладами стала достоянием гласности, Куни объявил о своей отставке, но уже через несколько дней занял пост в компании ExxonMobil.

#### Школы
Согласно документам, ставшим известными в феврале 2012 года, Институт Хартланда, консервативный аналитический центр, близкий к Республиканской партии США, готовит школьную программу, в которой изменение климата описывается как предмет научных споров
В марте 2017 года институт Хартланда приступил к реализации плана, согласно которому 200 тысяч школьных преподавателей в США бесплатно получат книгу и DVD диск с фильмом, в которых доказывается «смехотворность» глобального потепления.
Согласно опросу, опубликованному в журнале Science в 2016 году, 31 % американских учителей говорят своим ученикам, что причины глобального потепления точно не установлены. Ещё 10 % утверждают, что человеческая деятельность не оказывает существенного влияния на этот процесс.

## Воздействие на общественное мнение
Стратегия «сфабрикованной неопределенности» в вопросе изменения климата способствует низкому уровню общественной озабоченности и бездействию правительств по всему миру. Опросы общественного мнения показывают, что в США, Канаде и Великобритании распространены скептические настроения по отношению к глобальному потеплению. Согласно опросу 2012 года Yale/George Mason, лишь 48 % американцев знает, что большинство учёных уверены в потеплении. Высокие степени неопределённости отношения и скептицизма по поводу существования, антропогенного происхождения и воздействия изменения климата отчасти связаны с сомнением в научном консенсусе об изменении климата. Это сомнение, выражаемое широкой общественностью, может частично быть продуктом освещения темы климата в СМИ как спорного и неопределённого вопроса. Осознание общественностью наличия научного консенсуса относительно глобального потепления является необходимым для поддержки климатической политики. Между тем существует значительный разрыв между общественным восприятием и реальностью в этом вопросе. Этому способствует информационная политика СМИ. Например, 70 % американских теленовостей дают «сбалансированное» освещение темы антропогенного вклада в изменение климата по отношению к природным факторам, освещение в новостях существенно отличается от научного консенсуса относительно антропогенного изменения климата. При этом научные публикации, отвергающие консенсус о глобальном потеплении, составляют незначительную долю от общего числа, их процент с годами продолжает уменьшаться. Среди научных публикаций, явно выражающих ту или иную позицию относительно антропогенного глобального потепления, более 97 % разделяют научный консенсус по этому вопросу.

### Факторы, способствующие климатическому скептицизму
Социологические исследования в Великобритании показывают, что климатический скептицизм особенно распространён среди пожилых людей из низших социально-экономических слоев, которые политически консервативны и придерживаются традиционных ценностей. Тот факт, что климатический скептицизм коренится в ценностях и мировоззрении людей может означать, что скептический взгляд на изменение климата является для них просто последовательным продолжением их общей картины мира. Однако бытующие в обществе проявления уверенности в своих взглядах сосредоточены в основном в не скептических группах, указывая на то, что взгляды климатических скептиков являются не слишком твердыми.
Люди с альтруистическими, эгалитарными и коллективистскими взглядами менее склонны к климатическому скептицизму, чем сторонники жёсткой иерархии и индивидуализма.
Как показывают недавние исследования, готовность человека принимать различные теории заговора применительно к популярным темам (например, высадка американцев на Луну или теракт против всемирного торгового центра в Нью-Йорке) повышает вероятность его согласия с отрицанием глобального потепления.

### Виды климатического скептицизма
В исследовании Rahmstorf (2004) была предложена типология видов климатического скептицизма, нашедшая применение в ряде последующих научных работ:
- Трендовый скептицизм (англ. Trend scepticism) — непризнание факта повышения глобальных температур;
- Атрибутивный скептицизм (англ. Attributive scepticism) — непризнание антропогенного характера потепления;
- Скептицизм в отношении ущерба (англ. Impact scepticism) — непризнание опасности глобального потепления.

Кроме этих качественных различий исследователи также оценивают эмоциональную интенсивность или степень уверенности в скептических взглядах.
Исследования показывают, что обычно более распространено скептическое отношение к антропогенному характеру потепления (атрибутивный скептицизм), чем отрицание факта повышения температур (трендовый скептицизм). Тем не менее, последний также остаётся весьма влиятельным: до трети населения США и Европы придерживаются мнения, что никакого потепления не происходит (Leiserowitz et al., 2010a;b). Согласно опросам, 40 % британцев согласны с утверждением «серьезность глобального потепления сильно преувеличена». В Европе эту точку зрения поддерживают 27 %.